# Trimma flavatrum
Trimma flavatrum is een straalvinnige vissensoort uit de familie van grondels (Gobiidae). De wetenschappelijke naam van de soort is voor het eerst geldig gepubliceerd in 2007 door Hagiwara & Winterbottom.